# Proteinase 3
Proteinase 3 (PR3, Myeloblastin) ist ein Enzym in Fischen und Vierbeinern (Euteleostomi, zu denen taxonomisch auch der Mensch gehört), das mit seiner antimikrobiellen Wirkung eine Rolle im Immunsystem spielt. Es handelt sich um eine Serinprotease, die mit der neutrophilen Elastase (ELA2) und Azurocidin (AZU) verwandt ist, auf demselben Genabschnitt kodiert ist und mit ihnen zusammen in neutrophile Granulozyten eingebaut wird. Bei einer Autoimmunerkrankung im Menschen, der Granulomatose mit Polyangiitis, werden Antikörper gegen das Enzym gebildet.

## Synthese
Das PR3-Gen auf Chromosom 19 ist über 6,5 Kilobasen und 5 Exons verteilt. Das Transkript hat eine Länge von 1001 Basen und kodiert für 256 Aminosäuren, welche nach Spleißen der Signalsequenz und des Propeptids ein Protein mit 221 Aminosäuren und 24 kDa Molmasse ergeben. Durch N-Glykosylierung an den Aminosäuren 129 und 174 (gerechnet vom ungespleißten Protein) entsteht schließlich die 29 kDa schwere Proteinase 3, ein kationisches Glykoprotein.

## Biologische Funktion
Proteinase 3 ist Bestandteil der primären (azurophilen, α-) Granula der neutrophilen Granulozyten und Lysosomen der Monozyten. Das Enzym kann bereits in frühen Phasen der Entwicklung von Monozyten und Granulozyten nachgewiesen werden. Werden Granulozyten aktiviert, verschmelzen die α-Granula mit der Zellmembran und setzen so Proteinase 3 frei. In vitro kann dieser Effekt durch TNF-α ausgelöst werden. Proteinase 3 hat proteolytische Eigenschaften und spaltet z. B. Elastin, Fibronectin, Laminin, Hämoglobin und Kollagen Typ IV. Proteinase 3  wirkt antimikrobiell gegen E. coli und C. albicans und ist an der Reifung myeloider Zellen beteiligt. Der natürliche Inhibitor von Proteinase 3 ist α-1-Antitrypsin.